# Антоніо де Нігріс
Антоніо де Нігріс (ісп. Antonio de Nigris, 1 квітня 1978, Монтеррей — 16 листопада 2009, Лариса) — мексиканський футболіст, що грав на позиції нападника.

## Клубна кар'єра
Народився 1 квітня 1978 року в місті Монтеррей. Вихованець футбольної школи клубу «Монтеррей». Дорослу футбольну кар'єру розпочав 1999 року в основній команді того ж клубу, в якій провів три сезони, взявши участь у 65 матчах чемпіонату. Більшість часу, проведеного у складі «Монтеррея», був основним гравцем атакувальної ланки команди і одним з головних бомбардирів команди, маючи середню результативність на рівні 0,57 голу за гру першості.
Згодом недовго у 2002 році погравши за «Америку», відправився до Іспанії, де виступав за клуби «Вільярреал» у Прімері та «Полідепортіво» у Сегунді. Після цього грав за колумбійський «Онсе Кальдас», з яким взяв участь у Міжконтинентальному кубку 2004 року, програвши в серії пенальті «Порту».
Того ж року він повернувся на батьківщину, де грав за клуби «Пуебла», «УНАМ Пумас» та «Монтеррей», дійшовши з другим з них до фіналу Південноамериканського кубка 2005 року.
20 березня 2006 року став гравцем бразильського «Сантуса», втім у новій команді не зумів заграти і в подальшому грав за турецькі клуби «Ґазіантепспор», «Анкараспор» та «Анкарагюджю».
Влітку 2009 року медичний персонал «Анкарагюджю» повідомив гравцю, що у нього генетичний порок серця, що може привести до летального результату, якщо він продовжуватиме виступи на високому рівні. Втім Антоніо вирішив продовжити кар'єру для того аби отримати шанс поїхати зі збірною на перший для себе чемпіонат світу 2010 року. Турецька команда не захотіла брати на себе відповідальність і не продовжила контракт. Тому де Нігріс покинув Туреччину і 27 серпня 2009 року підписав контракт із «Ларисою». З грецькою командою він зумів зіграти лише у семи матчах Суперліги. Зранку 16 листопада 2009 року дружина Соня знайшла Антоніо у стані дискомфорту. Він попросив допомоги і вона зателефонувала до швидкої допомоги, але де Нігріс помер на шляху до лікарні. Причиною смерті став серцевий напад.

## Виступи за збірну
7 березня 2001 року дебютував в офіційних матчах у складі національної збірної Мексики в товариській грі проти Бразилії (3:3), де відразу забив гол.
Влітку того ж року у складі збірної був учасником розіграшу Кубка Америки 2001 року у Колумбії, де разом з командою здобув «срібло», та розіграшу Кубка конфедерацій 2001 року в Японії і Південній Кореї, але на жодному з турнірів не забив жодного голу.
Наступного року поїхав з командою на Золотий кубок КОНКАКАФ 2002 року у США, де зіграв в одній грі проти Гватемали (3:1), після чого до збірною не викликався протягом семи років і лише у 2008 році зіграв ще дві товариські гри за збірну. Всього протягом кар'єри у національній команді провів у формі головної команди країни 17 матчів, забивши 4 голи.

## Особисте життя
У Антоніо була дружина Соня і на момент смерті гравця — 5-річна дочка Міранда. Крім того, молодший брат Антоніо, Альдо де Нігріс також був футболістом і грав за збірну Мексики. Старший брат, Альфонсо де Нігріс (нар. 1976) — відомий в Мексиці актор і модель.

## Титули і досягнення
- Срібний призер Кубка Америки: 2001